# MHC Epe
MHC Epe is een hockeyclub in Epe. De club werd opgericht op 6 oktober 1942 door tennissers die door een tekort aan tennisballen (rubber) in de oorlog niet meer konden tennissen en daarom besloten op hockey over te stappen.
MHC Epe behoort tot de 100 oudste hockeyclubs van Nederland, wat bijzonder is voor zo'n kleine club.